# Grand Prix Włoch 2011
Grand Prix Włoch 2011 oficjalnie 2011 Gran Premio Santander d’Italia – trzynasta runda Mistrzostw Świata Formuły 1 w sezonie 2011. Wyścig rozgrywany był w Monzy pod Mediolanem.

## Kwalifikacje
Pole position zdobył Sebastian Vettel. Każdy kierowca uzyskał czas powyżej 107%. W ostatniej części kwalifikacyjnej Bruno Senna nie uzyskał czasu.

## Lista startowa
Na niebieskim tle kierowcy biorący udział jedynie w piątkowym treningu
| Nr | Kierowca           | Zespół                       | Samochód            | Silnik                   | Opony |
| -- | ------------------ | ---------------------------- | ------------------- | ------------------------ | ----- |
| 1  | Sebastian Vettel   | Red Bull Racing              | Red Bull RB7        | Renault RS27-2011 2.4 V8 | P     |
| 2  | Mark Webber        | Red Bull Racing              | Red Bull RB7        | Renault RS27-2011 2.4 V8 | P     |
| 3  | Lewis Hamilton     | Vodafone McLaren Mercedes    | McLaren MP4-26      | Mercedes FO 108Y 2.4 V8  | P     |
| 4  | Jenson Button      | Vodafone McLaren Mercedes    | McLaren MP4-26      | Mercedes FO 108Y 2.4 V8  | P     |
| 5  | Fernando Alonso    | Scuderia Ferrari             | Ferrari 150° Italia | Ferrari 056 2.4 V8       | P     |
| 6  | Felipe Massa       | Scuderia Ferrari             | Ferrari 150° Italia | Ferrari 056 2.4 V8       | P     |
| 7  | Michael Schumacher | Mercedes GP Petronas F1 Team | Mercedes MGP W02    | Mercedes FO 108Y 2.4 V8  | P     |
| 8  | Nico Rosberg       | Mercedes GP Petronas F1 Team | Mercedes MGP W02    | Mercedes FO 108Y 2.4 V8  | P     |
| 9  | Bruno Senna        | Lotus Renault GP             | Renault R31         | Renault RS27-2011 2.4 V8 | P     |
| 10 | Witalij Pietrow    | Lotus Renault GP             | Renault R31         | Renault RS27-2011 2.4 V8 | P     |
| 11 | Rubens Barrichello | AT&T Williams                | Williams FW33       | Cosworth CA2011 2.4 V8   | P     |
| 12 | Pastor Maldonado   | AT&T Williams                | Williams FW33       | Cosworth CA2011 2.4 V8   | P     |
| 14 | Adrian Sutil       | Force India F1 Team          | Force India VJM04   | Mercedes FO 108Y 2.4 V8  | P     |
| 14 | Nico Hülkenberg    | Force India F1 Team          | Force India VJM04   | Mercedes FO 108Y 2.4 V8  | P     |
| 15 | Paul di Resta      | Force India F1 Team          | Force India VJM04   | Mercedes FO 108Y 2.4 V8  | P     |
| 16 | Kamui Kobayashi    | Sauber F1 Team               | Sauber C30          | Ferrari 056 2.4 V8       | P     |
| 17 | Sergio Pérez       | Sauber F1 Team               | Sauber C30          | Ferrari 056 2.4 V8       | P     |
| 18 | Sébastien Buemi    | Scuderia Toro Rosso          | Toro Rosso STR6     | Ferrari 056 2.4 V8       | P     |
| 19 | Jaime Alguersuari  | Scuderia Toro Rosso          | Toro Rosso STR6     | Ferrari 056 2.4 V8       | P     |
| 20 | Heikki Kovalainen  | Team Lotus                   | Lotus T128          | Renault RS27-2011 2.4 V8 | P     |
| 21 | Jarno Trulli       | Team Lotus                   | Lotus T128          | Renault RS27-2011 2.4 V8 | P     |
| 21 | Karun Chandhok     | Team Lotus                   | Lotus T128          | Renault RS27-2011 2.4 V8 | P     |
| 22 | Daniel Ricciardo   | HRT Formula One Team         | HRT F111            | Cosworth CA2011 2.4 V8   | P     |
| 23 | Vitantonio Liuzzi  | HRT Formula One Team         | HRT F111            | Cosworth CA2011 2.4 V8   | P     |
| 24 | Timo Glock         | Marussia Virgin Racing       | Virgin MVR-02       | Cosworth CA2011 2.4 V8   | P     |
| 25 | Jérôme d’Ambrosio  | Marussia Virgin Racing       | Virgin MVR-02       | Cosworth CA2011 2.4 V8   | P     |
| Nr | Kierowca           | Zespół                       | Samochód            | Silnik                   | Opony |

## Wyniki

### Sesje treningowe
| Sesja | Nr | Kierowca         | Konstruktor      | Czas     | Okr. |
| ----- | -- | ---------------- | ---------------- | -------- | ---- |
| 1     | 3  | Lewis Hamilton   | McLaren-Mercedes | 1:23,865 | 18   |
| 2     | 1  | Sebastian Vettel | Red Bull-Renault | 1:24,010 | 37   |
| 3     | 1  | Sebastian Vettel | Red Bull-Renault | 1:23,170 | 18   |

### Kwalifikacje
Źródło: Wyprzedź Mnie!
| Poz. | Nr | Kierowca           | Konstruktor          | Q1       | Q2       | Q3       | Poz. s. |
| --- | --- | ------------------ | -------------------- | -------- | -------- | -------- | ------- |
| 1 | 1 | Sebastian Vettel   | Red Bull-Renault     | 1:24,002 | 1:22,914 | 1:22,275 | 1       |
| 2 | 3 | Lewis Hamilton     | McLaren-Mercedes     | 1:23,976 | 1:23,172 | 1:22,725 | 2       |
| 3 | 4 | Jenson Button      | McLaren-Mercedes     | 1:24,013 | 1:23,031 | 1:22,777 | 3       |
| 4 | 5 | Fernando Alonso    | Ferrari              | 1:24,134 | 1:23,342 | 1:22,841 | 4       |
| 5 | 2 | Mark Webber        | Red Bull-Renault     | 1:24,148 | 1:23,387 | 1:22,972 | 5       |
| 6 | 6 | Felipe Massa       | Ferrari              | 1:24,523 | 1:23,681 | 1:23,188 | 6       |
| 7 | 10 | Witalij Pietrow    | Renault              | 1:24,486 | 1:23,741 | 1:23,530 | 7       |
| 8 | 7 | Michael Schumacher | Mercedes             | 1:25,108 | 1:23,671 | 1:23,777 | 8       |
| 9 | 8 | Nico Rosberg       | Mercedes             | 1:24,550 | 1:23,335 | 1:24,477 | 9       |
| 10 | 10 | Bruno Senna        | Renault              | 1:24,914 | 1:24,157 | –        | 10      |
| 11 | 15 | Paul di Resta      | Force India-Mercedes | 1:24,574 | 1:24,163 | –        | 11      |
| 12 | 14 | Adrian Sutil       | Force India-Mercedes | 1:24,595 | 1:24,209 | –        | 12      |
| 13 | 11 | Rubens Barrichello | Williams-Cosworth    | 1:24,975 | 1:24,648 | –        | 13      |
| 14 | 12 | Pastor Maldonado   | Williams-Cosworth    | 1:24,798 | 1:24,726 | –        | 14      |
| 15 | 17 | Sergio Pérez       | Sauber-Ferrari       | 1:25,113 | 1:24,845 | –        | 15      |
| 16 | 18 | Sébastien Buemi    | Toro Rosso-Ferrari   | 1:25,164 | 1:24,932 | –        | 16      |
| 17 | 16 | Kamui Kobayashi    | Sauber-Ferrari       | 1:24,879 | 1:25,065 | –        | 17      |
| 18 | 19 | Jaime Alguersuari  | Toro Rosso-Ferrari   | 1:25,334 | –        | –        | 18      |
| 19 | 21 | Jarno Trulli       | Lotus-Renault        | 1:26,647 | –        | –        | 19      |
| 20 | 20 | Heikki Kovalainen  | Lotus-Renault        | 1:27,184 | –        | –        | 20      |
| 21 | 24 | Timo Glock         | Virgin-Cosworth      | 1:27,591 | –        | –        | 21      |
| 22 | 25 | Jérôme d’Ambrosio  | Virgin-Cosworth      | 1:27,609 | –        | –        | 22      |
| 23 | 22 | Daniel Ricciardo   | HRT-Cosworth         | 1:28,054 | –        | –        | 23      |
| 24 | 23 | Vitantonio Liuzzi  | HRT-Cosworth         | 1:28,231 | –        | –        | 24      |
| Poz. | Nr | Kierowca           | Konstruktor          | Q1       | Q2       | Q3       | Poz. s. |
| \| Legenda \| Legenda \| \| ------------------------ \| ---------------------------------------------------------------------------------------------------------------------------------------------------------------------------------------------------------------------------------------------------------------- \| \| Poz. Nr Q1 Q2 Q3 Poz. s. \| Pozycja zajęta w sesji kwalifikacyjnej Numer startowy kierowcy Wynik uzyskany w pierwszej części kwalifikacji Wynik uzyskany w drugiej części kwalifikacji Wynik uzyskany w trzeciej części kwalifikacji Pozycja startowa po uwzględnięniu kar, przesunięć, itp. \| | |                    |                      |          |          |          |         |
| Legenda | |                    |                      |          |          |          |         |
| Poz. Nr Q1 Q2 Q3 Poz. s. | Pozycja zajęta w sesji kwalifikacyjnej Numer startowy kierowcy Wynik uzyskany w pierwszej części kwalifikacji Wynik uzyskany w drugiej części kwalifikacji Wynik uzyskany w trzeciej części kwalifikacji Pozycja startowa po uwzględnięniu kar, przesunięć, itp. |                    |                      |          |          |          |         |

### Wyścig

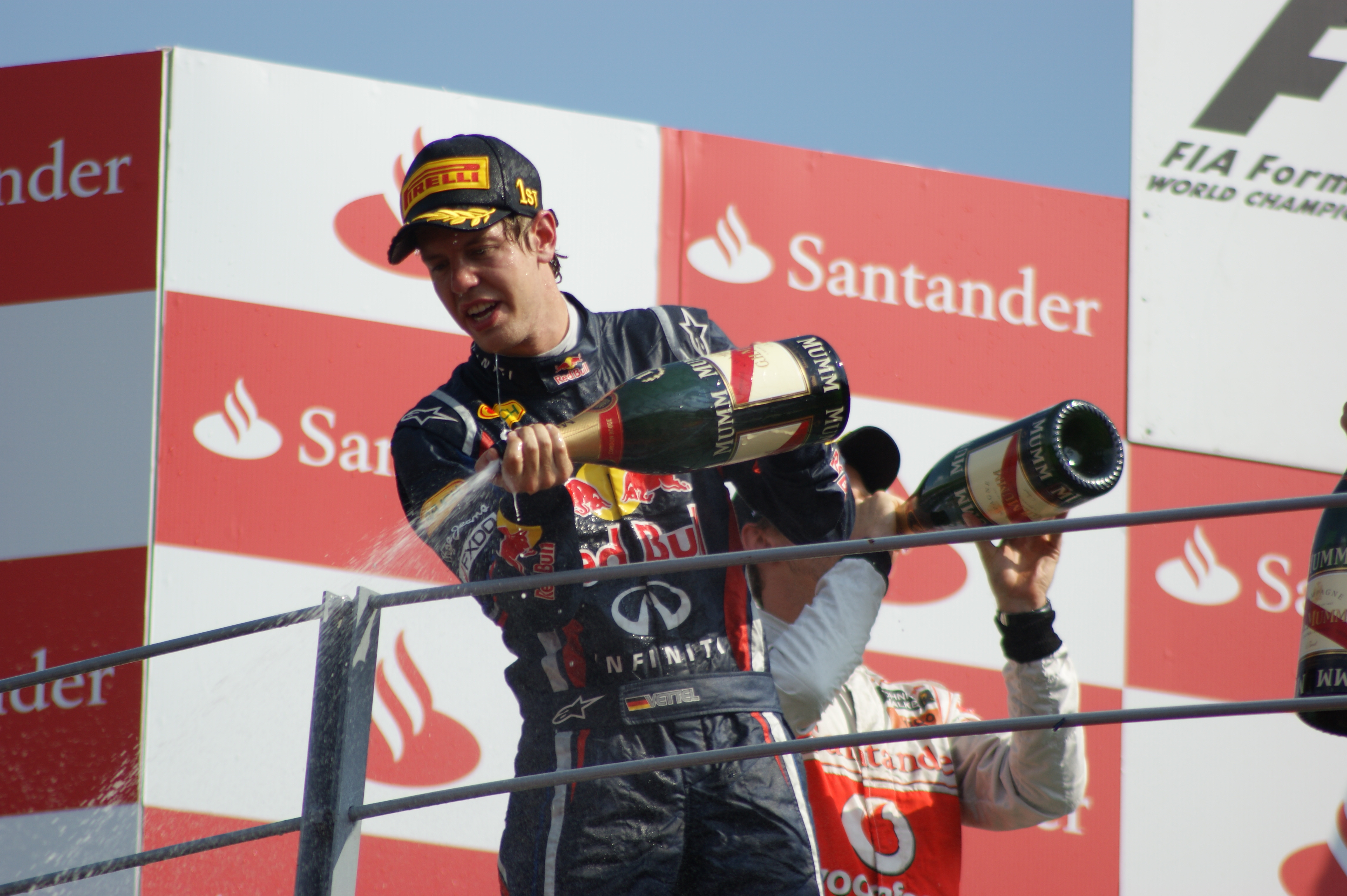
Sebastian Vettel i Jenson Button na podium po wyścigu

Źródło: Wyprzedź Mnie!
| P                 | + / –     | Nr | Kierowca           | Konstruktor          | Okr. | Czas / Strata      | Komentarz |
| ----------------- | --------- | -- | ------------------ | -------------------- | ---- | ------------------ | --------- |
| 1                 | Bez zmian | 1  | Sebastian Vettel   | Red Bull-Renault     | 53   | 1:20:46,172        |           |
| 2                 | 1         | 4  | Jenson Button      | McLaren-Mercedes     | 53   | +0:09,590          |           |
| 3                 | 1         | 5  | Fernando Alonso    | Ferrari              | 53   | +0:16,909          |           |
| 4                 | 2         | 3  | Lewis Hamilton     | McLaren-Mercedes     | 53   | +0:17,417          |           |
| 5                 | 3         | 7  | Michael Schumacher | Mercedes             | 53   | +0:32,677          |           |
| 6                 | Bez zmian | 6  | Felipe Massa       | Ferrari              | 53   | +0:42,993          |           |
| 7                 | 11        | 19 | Jaime Alguersuari  | Toro Rosso-Ferrari   | 52   | +1 okr.            |           |
| 8                 | 3         | 15 | Paul di Resta      | Force India-Mercedes | 52   | +1 okr. (03,930)   |           |
| 9                 | 1         | 9  | Bruno Senna        | Renault              | 52   | +1 okr. (00,866)   |           |
| 10                | 6         | 18 | Sébastien Buemi    | Toro Rosso-Ferrari   | 52   | +1 okr. (10,408)   |           |
| 11                | 3         | 12 | Pastor Maldonado   | Williams-Cosworth    | 52   | +1 okr. (12,674)   |           |
| 12                | 1         | 11 | Rubens Barrichello | Williams-Cosworth    | 52   | +1 okr. (15,674)   |           |
| 13                | 7         | 20 | Heikki Kovalainen  | Lotus-Renault        | 51   | +2 okr.            |           |
| 14                | 5         | 21 | Jarno Trulli       | Lotus-Renault        | 51   | +2 okr. (31,167)   |           |
| 15                | 6         | 24 | Timo Glock         | Virgin-Cosworth      | 51   | +2 okr. (18,606)   |           |
| Niesklasyfikowani |           |    |                    |                      |      |                    |           |
|                   |           | 22 | Daniel Ricciardo   | HRT-Cosworth         | 39   | +14 okr.           |           |
|                   |           | 17 | Sergio Pérez       | Sauber-Ferrari       | 32   | skrzynia biegów    |           |
|                   |           | 16 | Kamui Kobayashi    | Sauber-Ferrari       | 21   | skrzynia biegów    |           |
|                   |           | 14 | Adrian Sutil       | Force India-Mercedes | 9    | hydraulika         |           |
|                   |           | 2  | Mark Webber        | Red Bull-Renault     | 4    | wypadek            |           |
|                   |           | 25 | Jérôme d’Ambrosio  | Virgin-Cosworth      | 1    | skrzynia biegów    |           |
|                   |           | 10 | Witalij Pietrow    | Renault              | 0    | kolizja na starcie |           |
|                   |           | 8  | Nico Rosberg       | Mercedes             | 0    | kolizja na starcie |           |
|                   |           | 23 | Vitantonio Liuzzi  | HRT-Cosworth         | 0    | kolizja na starcie |           |
| P                 | + / –     | Nr | Kierowca           | Konstruktor          | Okr. | Czas / Strata      | Komentarz |

### Najszybsze okrążenie
Źródło: Wyprzedź Mnie!
| Nr | Kierowca       | Konstruktor | Czas     | Okr. |
| -- | -------------- | ----------- | -------- | ---- |
| 3  | Lewis Hamilton | McLaren     | 1:26,187 | 52   |

## Prowadzenie w wyścigu
| Nr                              | Kierowca         | Okrążenia | Suma |
| ------------------------------- | ---------------- | --------- | ---- |
| 1                               | Sebastian Vettel | 4-53      | 49   |
| 5                               | Fernando Alonso  | 1-4       | 4    |
| \| Wykres \| \| ------ \| \| \| |                  |           |      |
| Wykres                          |                  |           |      |
|                                 |                  |           |      |

## Klasyfikacja po wyścigu

### Kierowcy
| P  | +/− | Kierowca           | Starty | Punkty | P1 | P2 | P3 | PP | NO | NS |
| -- | --- | ------------------ | ------ | ------ | -- | -- | -- | -- | -- | -- |
| 1  | 0   | Sebastian Vettel   | 13     | 284    | 8  | 4  | –  | 10 | 1  | –  |
| 2  | +1  | Fernando Alonso    | 13     | 172    | 1  | 3  | 3  | –  | 1  | 1  |
| 3  | +1  | Jenson Button      | 13     | 167    | 2  | 2  | 3  | –  | 1  | 2  |
| 4  | −2  | Mark Webber        | 13     | 167    | –  | 2  | 5  | 3  | 5  | 1  |
| 5  | 0   | Lewis Hamilton     | 13     | 158    | 2  | 2  | –  | –  | 3  | 2  |
| 6  | 0   | Felipe Massa       | 13     | 82     | –  | –  | –  | –  | 2  | 2  |
| 7  | 0   | Nico Rosberg       | 13     | 56     | –  | –  | –  | –  | –  | 2  |
| 8  | 0   | Michael Schumacher | 13     | 52     | –  | –  | –  | –  | –  | 3  |
| 9  | 0   | Witalij Pietrow    | 13     | 34     | –  | –  | 1  | –  | –  | 2  |
| 10 | 0   | Nick Heidfeld      | 11     | 34     | –  | –  | 1  | –  | –  | 3  |
| 11 | 0   | Kamui Kobayashi    | 13     | 27     | –  | –  | –  | –  | –  | 3  |
| 12 | 0   | Adrian Sutil       | 13     | 24     | –  | –  | –  | –  | –  | 2  |
| 13 | +1  | Jaime Alguersuari  | 13     | 16     | –  | –  | –  | –  | –  | 3  |
| 14 | −1  | Sébastien Buemi    | 13     | 13     | –  | –  | –  | –  | –  | 2  |
| 15 | +1  | Paul di Resta      | 13     | 12     | –  | –  | –  | –  | –  | 1  |
| 16 | −1  | Sergio Pérez       | 11     | 8      | –  | –  | –  | –  | –  | 4  |
| 17 | 0   | Rubens Barrichello | 13     | 4      | –  | –  | –  | –  | –  | 3  |
| 18 | +3  | Bruno Senna        | 2      | 2      | –  | –  | –  | –  | –  | –  |
| 19 | −1  | Pastor Maldonado   | 13     | 1      | –  | –  | –  | –  | –  | 2  |
| 20 | −1  | Pedro de la Rosa   | 1      | 0      | –  | –  | –  | –  | –  | –  |
| 21 | −1  | Jarno Trulli       | 12     | 0      | –  | –  | –  | –  | –  | 3  |
| 22 | +2  | Heikki Kovalainen  | 13     | 0      | –  | –  | –  | –  | –  | 5  |
| 23 | −1  | Vitantonio Liuzzi  | 12     | 0      | –  | –  | –  | –  | –  | 4  |
| 24 | −1  | Jérôme d’Ambrosio  | 13     | 0      | –  | –  | –  | –  | –  | 2  |
| 25 | 0   | Timo Glock         | 12     | 0      | –  | –  | –  | –  | –  | 2  |
| 26 | 0   | Narain Karthikeyan | 7      | 0      | –  | –  | –  | –  | –  | 1  |
| 27 | 0   | Daniel Ricciardo   | 5      | 0      | –  | –  | –  | –  | –  | 2  |
| 28 | 0   | Karun Chandhok     | 1      | 0      | –  | –  | –  | –  | –  | –  |
| P  | +/− | Kierowca           | Starty | Punkty | P1 | P2 | P3 | PP | NO | NS |

### Konstruktorzy
| P  | +/− | Konstruktor          | Starty | Punkty | P1 | P2 | P3 | PP | NO | NS |
| -- | --- | -------------------- | ------ | ------ | -- | -- | -- | -- | -- | -- |
| 1  | 0   | Red Bull-Renault     | 26     | 451    | 8  | 6  | 5  | 13 | 6  | 1  |
| 2  | 0   | McLaren-Mercedes     | 26     | 325    | 5  | 3  | 3  | –  | 4  | 4  |
| 3  | 0   | Ferrari              | 26     | 254    | 1  | 3  | 3  | –  | 3  | 3  |
| 4  | 0   | Mercedes             | 26     | 108    | –  | –  | –  | –  | –  | 5  |
| 5  | 0   | Renault              | 26     | 70     | –  | –  | 2  | –  | –  | 5  |
| 6  | +1  | Force India-Mercedes | 26     | 36     | –  | –  | –  | –  | –  | 3  |
| 7  | −1  | Sauber-Ferrari       | 25     | 35     | –  | –  | –  | –  | –  | 6  |
| 8  | 0   | Toro Rosso-Ferrari   | 26     | 29     | –  | –  | –  | –  | –  | 5  |
| 9  | 0   | Williams-Cosworth    | 26     | 5      | –  | –  | –  | –  | –  | 6  |
| 10 | 0   | Lotus-Renault        | 26     | 0      | –  | –  | –  | –  | –  | 8  |
| 11 | 0   | HRT-Cosworth         | 24     | 0      | –  | –  | –  | –  | –  | 7  |
| 12 | 0   | Virgin-Cosworth      | 25     | 0      | –  | –  | –  | –  | –  | 3  |
| P  | +/− | Konstruktor          | Starty | Punkty | P1 | P2 | P3 | PP | NO | NS |